# 變形金剛：微型傳說
變形金剛：微型傳說(英文直譯:Super Robot Lifeform Transformers: Micron Legend，美國版片名:Transformers: Armada)是由日本Actas公司在2003年所製作的變形金剛之動畫作品，共52集。
本故事是變形金剛新時代系列的第二部作品，和之前的所有變形金剛世界觀全無關係，一切歸零從頭開始。
由於和之前的世界觀差上太多，加上許多與舊作同名的角色和原本的角色幾乎不同，導致一開始的時候失去了很多從1986年變形金剛播放起就一直到現在的觀眾，不過最後的演出卻贏得了不少人讚賞。
美國版片名中的「Armada」指的是「雷霆艦隊」，和微型傳說本身的劇情關係不大。
本作的續篇是「變形金剛：超能連結」臺灣衛視中文台以百變金剛之名播映。

## 劇情

### 故事背景
400萬年前，為了逃離戰亂連年的賽博坦星，被稱為「微型金剛」的小型變形金剛種族駕駛宇宙船飛離了星球，然而，他們的太空船穿越時空之後，卻墜落在地球上。
400萬年後，一位名為雷德的地球少年和同學們不經意在太空船中發現了其中一架微型金剛，微型金剛復活的訊號也在同時傳到了博派和狂派手上，為了爭奪微型金剛，兩軍前往地球，並且繼續在賽博坦星的戰爭……

## 本作關鍵字
微型金剛/Micron
獨立於巨大的博派、狂派所屬機器人的一支小型變形金剛。
在遠古的文明‧亞特蘭提斯中，最有威力的數個微型金剛被稱為「歐里哈爾肯(Orihalken，山銅之意)」。
由於微型金剛能夠增加博派和狂派所屬的變形金剛的威力，因此也成為兩派爭奪的目標。

## 登場角色
格式為「通用中譯/日文名/日文直接英譯/美國ARMADA版本人名」

### 地球人
- 雷德//Rad/Bradley "Rad" White

配音：中井將貴（日本）
另有拉德的譯名。
本作人類男主角，本名「布雷德(Brad)」，但朋友和同學們都習慣叫他雷德。在居住在天文台附近的金髮少年、還在就學。
最初和卡洛斯一起去山洞探險時找到微型金剛。
- 卡洛斯//Carlos/Carlos Lopez

配音：前田幸恵
雷德的朋友也是同班同學，最初和雷德一起去山洞探險時找到為形金剛們。擅長滑滑板。
- 雅莉莎//Alexia/Alexis

配音：富坂晶
另有艾蕾莎的譯名。
本作女主角，雷德和卡洛斯的同班同學、也是朋友。個性較卡洛斯和雷德來的穩重、具有責任感。
- 比利//Billy/(美國ARMADA版和日版相同)

配音：新垣樽助
雷德三人的同學，原本在學校和雷德互看不爽，但在某次狂派攻擊他和同學吉姆被雷德三人搭救後，關係轉好，他和吉姆也跟著協助博派。
- 吉姆//Jim/Fred

配音：小伏伸之
雷德三人的同學，和比利一樣，原本和雷德他們互看不爽，後來也在遭到狂派攻擊被雷德搭救後成為好友。

### 博派
在本作中，博派和狂派之間的戰爭原本已經結束，博派成功守住賽博坦星，而狂派則在外流落。雙方的戰爭再次開始是因為人雷主角群在地球上觸動微型金剛後、博派和狂派都接受到微型金剛的訊號來到地球而開始。
- 柯博文//Convoy/Optimus Prime[2]

配音：大川透
博派總司令官，變形成半連結式卡車頭。個性冷靜、嚴肅、愛好和平，深受朋友信賴，熱愛戰鬥的感覺。此版本的眼睛為黃色，口罩面板不可取下。在第39集時時一度死亡，將領袖的頭銜和領袖矩陣交由熱射接任，不過在第46集復活。主要武器是一把大槍「守護炮」(コンボイガン)和雙手手腕上的臂炮「W型雙切割炮」(Wカットアウト)。
在2023年，在變形金剛傳承系列的「進化」產線（Transformers: Legacy - Evolution）中推出指揮官級（Commander Class）玩具。
- 柯博文超級模式//Convoy Super Mode/

柯博文和貨櫃合體後的模樣，貨櫃變形為下半身，能夠和微型金剛合體增強火力。
- 天火柯博文//Jet Convoy/Jet Optimus

柯博文和天火合體後的模樣，天火變形為下半身，此形態下柯博文能夠在天空中飛行。
- 馬格斯柯博文//Magna Convoy/

柯博文和馬格斯合體後的模樣，馬格斯變形為柯博文的雙肩增加組件。
- 馬格斯天火柯博文//Magna Jet Convoy/

柯博文、馬格斯和天火三者一起合體後的模樣，馬格斯變形為雙肩增加組件，天火則變形為下半身。
- 天火//Jet Fire

配音：千葉進歩
博派副司令官，在博派們偵測到地球發出的微型金剛訊號後，留守在賽博坦。變形為太空船。
- 飛輪//Ratchet/Red Alert

配音：澤木郁也
和柯博文一起來到地球尋找微型金剛的博派之一。博派在地球的主要技術人員，變形成一輛四輪越野車，武器是一把紅色的雷射槍。個性較為認真、嚴肅。
預計在2025年、在變形金剛領袖時代（Transformers Age of the Primes）推出巡弋戰將級（Voyager class）玩具。由孩之寶設計師馬克‧馬赫（Mark Maher）和多美的設計師巽智輝設計。
- 熱射//Hot Rod/Hot Shot

配音：岡野浩介
在日文原文的名字是對應到「羅德（ホットロッド，對應到Hot Rod）」，但是在美國引進時，因為孩之寶失去了這個名字的版權而改名為「熱射（Hot Shot）」。
和柯博文一起來到地球尋找微型金剛的博派之一，博派中的年輕戰士，行事衝動、個性直莽，崇尚速度。變形成一輛黃色的跑車。
在2023年，在變形金剛傳承系列的「進化」產線(Transformers: Legacy - Evolution)中推出豪華戰將級（Deluxe Class）玩具，並在同年推出升級版，塗奘改為紅色並加上其微形金剛搭檔。
- 馬格斯//Overload

在劇情後期出現，嚴格來說只是一台支援型機器人，作為柯博文的火力強化裝備被製造出來。在劇中沒有台詞，也鮮少變形。
- 雷射鳥/サイバーホーク /Laserbeak

體型非常小的變形金剛，不具有說話能力，可以從一隻橘色的機械鳥變形成一隻折疊式手機。雖然體型非常小，但不算是微形金剛。
柯博文交給雷德、卡洛斯、亞蕾莎的變形金剛，目的是為了保護他們的安全。

#### 微形金剛
本作中的微型金剛不具有說話的能力，僅能以電子音進行交流。
- 至尊//Prime/SparkPlug

英文版原名直譯是「火星塞」，和G1動畫中史派克的父親史巴克(Sparkplug Witwicky)同名。
柯博文的搭檔微型金剛，能夠變形為一輛黃色Lamborghini Diablo型車子，雙眼是紅色的。
- 約特//Jolt/(美國版相同)

和熱射搭檔的微形金剛，變形成一輛小型的橘色直升機。
銀河之力中的霍普在美國版(Cybertron)中被視為與其同一人物。
和變形金剛真人電影第2集《變形金剛：復仇之戰》的博派成員搖擺同名，但並沒有任何關聯。
- 硬纜/ウィーリー/High Wire

雷德的搭檔，變形成一輛輕型電動腳踏車。
- 衝浪板/バンク/Grindor

卡洛斯的搭檔，變形成一個滑板。
和變形金剛真人電影第2集《變形金剛：復仇之戰》中變形成直升機的狂派成員同名，但兩者間毫無關聯。
- 確衝/アーシー/Sureshock

亞蕾莎的搭檔，變形成一亮橘色的輕型機車。
- 感應者/バンブル/Perceptor

由硬纜、衝浪板、確衝合體成為的變形金剛，尺寸大約比成人高一點，但比起一般的變形金剛仍非常小，雙眼是墨鏡造型的構造。除了名稱之外，和其他版本的感應者毫無關聯。

### 狂派
- 密卡登//Megatron/(美國ARMADA版和日版相同)

配音：梁田清之（日本）
狂派領袖，變形成一輛綠色坦克車。在狂派與博派的戰爭失敗後，以墜毀在月球上的微型金剛船艦為據點行動。長期以來以柯博文為主要對手，對於其死亡感到不滿，甚至在柯博文復活時感到高興。
個性殘暴，但也非常直率，重視權力的軍人性格，會毫不掩飾地向其手下表示自己的情緒。對天王星格外嚴厲，但私下希望天王星總有一天可以超過自己。
主要目標相當簡單粗暴，希望可以建立一個征服宇宙的狂派帝國，而微型金剛則是為了獲取力量的手段。
其造型和先前的各種版本不同，頭部有兩根高起的、鍬形蟲一般的尖角。背部是坦克模式的砲台、主砲可以在機器人模式轉向前方進行射擊。可以和潮汐波合體，增加其雙手的武裝，並增加背後的飛行構造。
在2023年，在變形金剛傳承系列的「進化」產線中推出無敵戰將級(Leader Class)玩具。
- 天王星//Starscream/(美國ARMADA版和日版相同)

狂派副司令官，密卡登的副手。變形成一輛外星戰鬥機，機翼可以取下作為刀刃使用。個性較其他版本直率、具有戰士風度，後來離開狂派並加入博派，並獲得升級型態、主色調從紅白色變成藍色，最後自我犧牲。和人類亞蕾莎的關係密切。
在2023年，在變形金剛傳承系列的「進化」產線中推出巡弋戰將級玩具。
- 鐵皮//Ironhide/Demolishor

又譯為毀滅者。
狂派戰鬥人員，跟隨因為偵測到微形金剛信號的密卡登一起來到地球。
變形成沙漠色的對空坦克，在機器人形態下的右眼是一個瞄準鏡。個性火爆、急躁，不太聰明，有時候會嘲諷天王星，但在近戰能力時不強。對狂派相當忠誠，因為不擅長獨立思考的關係所以非常聽從密卡登的命令。
主要武裝是雙手手指形成的炮管，以及肩上的四門雷射炮。
除了名稱之外，在外型、設定的各方面都和鐵皮沒什麼關係。
- 旋風/サンドストーム/Cyclonus

首次登場於第一集。
狂派成員，變形成一架戰鬥直升機、具有許多武裝。個性瘋癲。
除了名稱之外，在外型、設定的各方面都和旋風沒什麼關係。
- 潮汐波/ショックウェーブ/Tidal Wave

從第28話登場。體型巨大，變身為一艘完整的戰艦，可分為個部分「艦隊頂層」、「艦隊騎士」和「艦隊飛船」，個別變形為一艘航空母艦、雙體戰艦和登陸艦。
身材巨大且佈滿重武裝，難以擊敗且非常強悍，不過在載具模式下，正下方的區域會成為盲點。個性出奇的有禮貌，但說話不連貫，智力低下。可以將身體的三個部分和密卡登合體。
不過因為作畫的關係，在潮汐波首次出場時看似非常巨大，但在後來的劇集中他看起來只比其他變形金剛稍微高大一些。
在2024年，在變形金剛傳承系列的「聯盟」產線（Transformers: Legacy - United）中推出泰坦級（Titan Class）玩具。

### 宇宙大帝
- 宇宙大帝//Unicron/(美國ARMADA版和日版相同)

變形金剛的古老威脅。

## 主題曲

### 片頭曲
前期片頭曲
作詞：YOFFY、作曲：YOFFY&IMAJO、編曲：PSYCHIC LOVER&川瀨智、歌：PSYCHIC LOVER
後期片頭曲
作詞/作曲/歌：高取秀明、編曲：籠島裕昌

### 片尾曲
前期片尾曲「Never Ending Road」
作詞：YOFFY、作曲：YOFFY&IMAJO、編曲：PSYCHIC LOVER&川瀨智、歌：PSYCHIC LOVER
後期片尾曲「Don't Give Up!!」
作詞：YOFFY、作曲：YOFFY&IMAJO、編曲：PSYCHIC LOVER&Macin' 桑田、歌：PSYCHIC LOVER

## 各集標題
1. 遭遇（相逢）　"Encounter"
2. 擬態（變身）　"Metamorphosis"
3. 同伴（朋友）　"Base"
4. 合體（進化）　"Comrade"
5. 武人（戰士）　"Soldier"
6. 保護　"Jungle"
7. 祝禱（騷亂）　"Carnival"
8. 神殿（祕寶）　"Palace"
9. 廢墟（陷阱）　"Confrontation"
10. 迷路（分歧）　"Underground"
11. 記憶（都城）　"Ruin"
12. 理由（經緯）　"Prehistory"
13. 聖劍（切裂）　"Swoop"
14. 強敵（兵士）　"Overmatch"
15. 疾風（高速）　"Gale"
16. 驕傲（傲氣）　"Credulous"
17. 策略（陰謀）　"Conspiracy"
18. 戰友（羈絆）　"Trust"
19. 假日（休息）　"Vacation"
20. 援軍（新手）　"Reinforcement"
21. 前兆（預兆）　"Decisive Battle"
22. 傳新（相逢）　"Vow"
23. 謀反（覺悟）　"Rebellion"
24. 幻影（暗影）　"Chase"
25. 軍師（睿智之物）　"Tactician"
26. 合身（合體）　"Link Up"
27. 發覺（事態）　"Detection"
28. 豪腕（衝擊）　"Awakening"
29. 共鳴（歌聲）　"Desperate"
30. 逃走（隱藏）　"Runaway"
31. 過去（意念）‐前編　"Past Part 1"
32. 過去（抉擇）‐後編　"Past Part 2"
33. 犠牲（絆腳石）　"Sacrifice"
34. 生命（火種）　"Regeneration"
35. 救出（開放）　"Rescue"
36. 火星（衝突）　"Mars"
37. 決意（飛翔）　"Crack"
38. 威脅（海蛇巨砲）　"Threaten"
39. 地球（危機）　"Crisis"
40. 悔恨（焦急）　"Remorse"
41. 出立（旅程）　"Depart"
42. 奇跡（復活）　"Miracle"
43. 怪物（偽物）　"Puppet"
44. 歸還（塞博坦星）　"Uprising"
45. 確信（背叛）　"Dash"
46. 運命（真實）　"Drift"
47. 信頼（凶兆）　"Portent"
48. 決死（信念）　"Cramp"
49. 覚醒（UNICRON）　"Alliance"
50. 連合（總力戰）　"Union"
51. 終結（決戰）　"Origin"
52. 死闘　　"Moral Combat"